# Catedral de San José (Dunedin)
La Catedral de San José (en inglés: St. Joseph's Cathedral) se localiza en Dunedin, Nueva Zelanda, es la catedral católica de la Diócesis de Dunedin. Se encuentra ubicada en el suburbio de City Rise, a unos 0,5 kilómetros (0.31 millas) al oeste del centro de la ciudad de Dunedin.
La catedral gótica del renacimiento fue diseñada por Francis Petre, que también más tarde, en un cambio total de estilo de renacimiento paladiano diseño otras catedrales en el país.
La construcción de la catedral comenzó en 1878, durante el episcopado del obispo Patrick Moran. Se utilizó para su primera misa en febrero de 1886, y se terminó en su estado inacabado en mayo del mismo año, a un costo de 22.500 £. El diseño original, sin embargo, era un edificio mucho más grande, con un capitel alto con una altura de 60 metros.